# McGees Bridge
Die McGees Bridge ist eine Brücke im Südosten des australischen Bundesstaates Tasmanien. Auf ihr überquert der Tasman Highway A3 zwischen Hobart und Sorell den südlichen Teil der Meeresbucht Pitt Water bis Midway Point, einer Stadt, die auf einer Landzunge in dieser Bucht liegt. Über den nördlichen Teil verläuft die A3 auf einem Erddamm, dem Sorell Causeway.
Von Hobart aus erschließt die McGees Bridge damit zwei wichtige Sehenswürdigkeiten Tasmaniens, die historische Stadt Port Arthur auf der Tasman-Halbinsel und die pittoreske Ostküste der Insel.

## Geschichte
Die tasmanische Staatsregierung beschloss bereits Mitte des 19. Jahrhunderts die Erstellung einer direkten Straßenverbindung von Hobart nach Sorell, die das Pitt Water überqueren und so die Reisezeit wesentlich verkürzen sollte. Man entschied sich, zwei Drittel der Bucht (ca. 1.000 m) mit einem Damm zu überwinden und den Rest mit einer Brücke zu überspannen.
Australiens erste Spannbetonbalkenbrücke wurde erst 1957 fertiggestellt. Eine Besonderheit dieser Brücke war die Schaffung der Hohlräume durch Einbringen aufgeblasener Reifen, die nach Aushärtung des Betons wieder entfernt wurden. Die Brücke war auf eine Lebenszeit von 50 Jahren ausgelegt. 2001 erkannte man aber, dass das Eindringen von Chloriden zu ernstzunehmender Betonkorrosion geführt hatten. Die tasmanische Regierung beauftragte die John Holland P/L, eine neue Brücke zu planen und zu bauen.
Die neue Brücke soll die erste Fertigteil-Segmentstraßenbrücke vom Kanaltyp außerhalb Frankreichs und der USA sein. Die AU-$ 20 Mio. teure Brücke war das größte einzelne Infrastrukturprojekt, das die tasmanische Regierung seit mehr als 15 Jahren finanziert hatte.
Die neue Brücke wurde nach Dr. Rodney William McGee benannt, der am 1. Februar 2002 im Alter von 47 Jahren nach langem Kampf gegen den Krebs starb. Zu diesem Zeitpunkt war er Chefingenieur des tasmanischen Department of Infrastructure, Energy and Resources und eine national und international anerkannte Kapazität im Brückenbau.
Das Projekt war durch eine ausgedehnte Beteiligung der Gebietskörperschaften und das besondere Bemühen um den Umweltschutz gekennzeichnet, da sich die Brücke durch ein Feuchtgebiet von internationalem Rang und ein ausgewiesenes Denkmalschutzgebiet zieht.
Der Premierminister von Tasmanien, Jim Bacon, war bei der offiziellen Eröffnung der Brücke zugegen, ebenso der Minister für Infrastruktur, Jim Cox, der Bürgermeister von Sorell, Carmel Torenius und Familienmitglieder von Rod McGee.